# Objektivismus (Ayn Rand)
Als Objektivismus bezeichnete die russisch-amerikanische Schriftstellerin Ayn Rand (1905–1982) die von ihr entwickelte Weltanschauung. Ihre philosophische Aktivität erreichte ihren Höhepunkt mit dem Roman Atlas Shrugged 1958 (deutsche Titel: Atlas wirft die Welt ab, Wer ist John Galt?, Der Streik, Der freie Mensch) und in den zwei darauf folgenden Jahrzehnten.

## Inhaltlicher Überblick

### Metaphysik
Ausgangspunkt und Grundlage des Randschen Objektivismus sind drei Grundannahmen:
- Die erste Annahme, das Existenzaxiom, formuliert Rand tautologisch: „Existenz existiert“. Der Begriff Existenz fasst alles zusammen, was ist, macht aber keine besonderen Aussagen darüber, was im Speziellen ist, also existiert.
- Die zweite Grundannahme ist die Definition des Bewusstseins als „Fähigkeit, die Existenz wahrzunehmen“. Jede Form der Wahrnehmung und jedes Verständnis des Seins impliziert demnach die Existenz eines Bewusstseins.
- Die dritte Annahme handelt von der Identität. Was auch immer ist, ist, was es ist (Wortlaut Rand: „An A is an A“). Existenz und Identität werden gleichgesetzt, denn aus dem Bewusstsein folge die Identifikation mit dem Existierenden.

Zudem verhalte sich alles Existierende nach den Gesetzen der Kausalität, dem Prinzip von Ursache und Wirkung. Die Kausalität wird als Korollarium der Identität wahrgenommen, d. h., ein Ding von einer bestimmten Identität (z. B. ein Diesel-Sauerstoff-Gemisch) reagiert unter bestimmten äußeren Umständen ([hohe Temperatur, weil Luft stark komprimiert und dabei richtig warm wird; „Selbstzünder“ Dieselmotor und] hoher Druck [der aber nichts mit der chemischen Reaktion zu tun hat]) seiner Natur entsprechend (es verbrennt). Ein bestimmtes Verhalten wird von der Identität des agierenden Dinges und von der Identität der äußeren Umstände notwendig gemacht. Die Existenz hat folglich eine innere Ordnung und eine Logik; sie ist absolut.
Das Verhältnis zwischen Existenz und Bewusstsein wird vom Primat der Existenz bestimmt, d. h., die Welt existiert unabhängig von unserem Bewusstsein: Eine Welt ohne Bewusstsein ist möglich; und ein Akt des Bewusstseins alleine (z. B. ein Wunsch, eine Vorstellung) übt keinerlei Einfluss auf die äußere Existenz aus (Wortlaut Rand: „Wishing won’t make it so“).

### Epistemologie
Der Verstand ist in der objektivistischen Erkenntnistheorie die einzige Fähigkeit, die dem Menschen das Erlangen von Wissen ermögliche.
Das menschliche Bewusstsein sei bei der Geburt leer, Tabula rasa (Unbeschriebenes Blatt), und fülle sich im Verlauf des Lebens mit einem potentiell unbegrenzten Erkenntnisvolumen. Ausgangspunkt aller Erkenntnis sind die Sinne, die die Realität zu erfassen in der Lage sind: Eine gesunde sinnliche Wahrnehmung liefert automatisch Informationen von der Welt. Sinneswahrnehmungen entstünden durch kausale Prozesse im Bewusstsein; das macht sie jedoch nicht subjektiv.
Die begriffliche Identifikation der Sinnesinhalte wird durch den Verstand ermöglicht. Begriffliche Erkenntnis sei die höchste Form der Erkenntnis. Begriffe gehen aus der Beobachtung hervor und werden durch einen Prozess geformt, bei dem die für eine Sache wesentlichen Eigenschaften abstrahiert, die spezifischen Maße dieser Eigenschaften jedoch weggelassen werden. Ein wichtiges Ergebnis des erfolgreichen Prozesses der Begriffsbildung ist die korrekte Definition.
In einem rationalen Bewusstsein müssen Begriffe ordentlich definiert sein und miteinander durch verschiedene Differentiations- und Integrationsverfahren widerspruchsfrei in Verbindung gebracht werden. Ähnliches gilt für die aus den Begriffen geformten Aussagen. Durch die Methoden der (klassischen) Logik und durch empirische Beobachtung könne der Wissensschatz des Menschen praktisch grenzenlos erweitert werden.
Der Mensch ist fehlbar; kann aber durch rationale epistemologische Methoden Gewissheit erlangen.

### Ethik
Die Fähigkeit, Entscheidungen zu treffen, macht ethisches Handeln erst möglich. Ethik leitet sich außerdem aus der grundlegenden Alternative eines lebenden Organismus von Leben und Tod ab. Der höchste ethische Wert ist das Leben; „gut“ ist für einen Menschen alles, was sein eigenes Leben als rationales Wesen auf lange Sicht fördert, „schlecht“ alles, was seinem eigenen Leben schadet. Dieser höchste Wert, das eigene Leben, ist allgemeingültig, da das Streben nach Selbsterhaltung in der Natur des Menschen – wie in der Natur jedes Lebewesens – inhärent ist. Hier ist der Schluss vom „Ist“ zum „Soll“, der die Grundlage des objektivistischen Anspruchs auf eine allgemeingültige Ethik darstellt. Da Unwissenheit und Irrtum nutzlos oder gefährlich sind, während Erkenntnis von der Welt zur Förderung des Lebens genutzt werden kann, und da der Verstand das einzige verlässliche Mittel zur Erkenntnis sei, wäre der Verstand das „grundlegende Überlebenswerkzeug“.
Ein Wert ist etwas, für dessen Erlangen und/oder Behalten man handelt. Tugend bezeichnet gemäß dem Objektivismus die Handlung, mittels derer man Werte erlangt und/oder behält. Drei objektivistische Leitwerte sind: Vernunft, Zielorientiertheit und Selbstwertgefühl. Die objektivistische Kardinaltugend ist die Rationalität, d. h. der unablässige Gebrauch der Vernunft in allen Lebensbereichen. Verschiedene weitere Tugenden werden im Objektivismus von der Tugend der Rationalität hergeleitet: Unabhängigkeit, die „hauptsächliche Orientierung an der Realität, nicht an anderen Menschen“; Integrität, die „Loyalität zu rationalen Prinzipien“; Ehrlichkeit, die „Ablehnung der Unwirklichkeit“; Gerechtigkeit, die „Rationalität in der Beurteilung von Menschen“; Produktivität, die „Anpassung der Natur an den Menschen“; Stolz, der „moralische Ehrgeiz“. Ein grundlegendes moralisches Laster ist jegliche Form der Initiierung körperlicher Gewalt gegen andere Menschen. Jeder philosophische Begriff (vom Bewusstsein über Gerechtigkeit bis hin zur Tugend) ist im Objektivismus genau definiert. Die Bedeutung der einzelnen Bezeichnungen weicht in einigen Fällen von deren populären Bedeutungen ab (z. B. Egoismus) und gewinnt im Zusammenhang des philosophischen Systems an zusätzlicher Fülle.
Die objektivistische Ethik wird auch als rationaler Egoismus bezeichnet. Die Ethik ist insofern egoistisch, als sie vertritt, dass ein Individuum der Nutznießer seines eigenen moralischen Handelns sein sollte. Jedoch distanziert sich der Objektivismus vom Hedonismus, d. h. dem Lustprinzip, das besagt, dass nur „gut“ ist, was kurzfristig und unmittelbar eine positive Gefühlsregung verursacht. Vielmehr solle der Verstand die Dinge als gut oder böse (d. h. für das eigene Leben förderlich oder feindlich) identifizieren und das moralische Handeln lenken. Diesbezüglich lehnt der Objektivismus jedoch jeglichen Konflikt zwischen Verstand und Emotion ab: Die Emotionen haben durchaus ihre Berechtigung als Mittel der unbewussten Bewertung und zur Motivation; Einfluss auf das menschliche Denken und Handeln steht ihnen in ihrer irrationalen Form allerdings nicht zu. Emotionen sind gemäß dem Objektivismus überdies vom Verstand abhängig: Sie verkörpern die begrifflichen Ideale, die ein Mensch bewusst oder unbewusst akzeptiert hat, und können demzufolge (den zugrundeliegenden Bewertungen entsprechend) sowohl rational als auch irrational sein. Leben – nicht Glück – wird als höchstes moralisches Ziel aufgefasst. Das Empfinden von Glück (Eudämonie) wird jedoch als notwendige emotionale Konsequenz des erfolgreichen rationalen Lebens betrachtet.

### Politik
Der Objektivismus erkennt, dass einzelne Menschen durch das gesellschaftliche Zusammenleben für sich profitieren können: Als zwei wesentliche aus einer Gesellschaft entspringende Werte werden enormes Wissen (z. B. von Generation zu Generation übertragen) und Handel genannt. Damit das gesellschaftliche Zusammenleben von Menschen den potentiellen Nutzen für die einzelnen Mitglieder entfalten kann, sind jedoch gewisse Rahmenbedingungen erforderlich: Die Rechte jedes einzelnen Gesellschaftsmitglieds müssen geschützt werden. Das grundlegende, unveräußerliche Recht jedes Menschen ist das Recht auf Leben; dies schließt das Recht auf Freiheit, auf Eigentum und auf das Streben nach Glück (im Sinne der amerikanischen Unabhängigkeitserklärung) ein. Diese Rechte (Individualrechte) geben keinem Menschen einen Anspruch auf irgendeine positive Sache (z. B. finanzielle Mittel, Unterkunft etc.); vielmehr haben alle einen absoluten Anspruch auf die Unterlassung des Negativen (z. B. Diebstahl, Mord etc.), das ihre Rechte verletzt und dadurch dem Leben schadet, seitens der Mitmenschen. Rand macht die Beobachtung, dass Rechte nur durch einen Akt physischer Gewalt verletzt werden können. Diebstahl, Betrug etc. gelten als indirekte Art physischer Gewaltanwendung.
Demzufolge lehnt die Philosophie Rands zwar soziale Akte, vor allem finanzielle Unterstützung Armer, Älterer und Kranker durch den Staat ab. Sie befürwortet jedoch im Gegensatz zu anderen libertären Strömungen einen Minimalstaat (Gerichte, Polizei etc.), der Diebstahl und Mord sanktioniert. Ein Staat ist die einzige Einrichtung, die die Rechte der Menschen effektiv schützen kann: Ihr Ziel ist es, physische Gewalt aus menschlichen Beziehungen zu verbannen, indem sie jeglicher Erstanwendung von Gewalt entgegenwirkt. Die Bürger, die ein moralisches Recht auf Selbstverteidigung haben, geben dieses Recht an den Staat weiter, damit die Strafverfolgung unter objektive Regeln gestellt werden kann. Die drei Zweige des Staats sind die Polizei und das Militär zum Schutz der Bürger vor inneren und äußeren Verbrechern, sowie die Justiz, deren Aufgabe es unter anderem ist, Konflikte zwischen den Menschen (insbesondere bezüglich Verträgen) anhand objektiver Gesetze und Regeln zu schlichten, um eventuellen gewalttätigen Eskalationen und subjektiver Selbstjustiz vorzubeugen.
Auch der Staat selbst ist dem Rechtssystem unterworfen, d. h., er muss die Individualrechte seiner Bürger achten. Das hat zur Folge, dass Staatsaktivitäten, die über den Schutz dieser Rechte hinausgehen (z. B. wirtschaftliche Regulationen, Errichten eines sog. „sozialen Netzes“), von Objektivisten als unmoralisch verurteilt werden. Der Laissez-faire-Kapitalismus (polemisch auch Nachtwächterstaat) wird als einziges moralisches und praktisches Staatssystem angesehen.

## Stellenwert in Philosophie und Literatur
Rands Wirkungsbereich war lange hauptsächlich auf den englischsprachigen Raum begrenzt. Ihre Philosophie des Objektivismus erfährt unter der Trump-Regierung eine Renaissance, da sich libertäre Kreise in den USA zunehmend auf ihre Ideen beziehen. Dadurch steigt ihr Bekanntheitsgrad auch in Deutschland und ihre Werke werden zunehmend in Europa rezipiert. Die Betonung des Egoismus, das Misstrauen gegenüber dem Staat und der geforderte „Lasser-faire-Kapitalismus“ sind Argumentationsstrategien, die u. a. von der amerikanischen „Tea-Party-Bewegung“ aufgegriffen und in den USA stark diskutiert werden. In der Literaturwissenschaft wird eine besondere literarische Qualität der Werke Rands verneint, manche Kritiker sprechen auch von Kitsch.

## Kritik am Objektivismus

### Formale Kritik
Indem man vom Sein (= alle Menschen besitzen einen Selbsterhaltungstrieb) auf das Sollen (= alle Menschen sollen ihren Selbsterhaltungstrieb ausleben) schließt, begeht man einen Fehlschluss im Sinne von Humes Gesetz.

### Moralkritik
Andere Kritiker meinen, die Positionen Rands seien oft von einem Schwarz-Weiß-Denken geprägt, dem es an Zwischentönen mangele. Rands Moral sei überdies eine Scheinmoral, die sich auf die scheinobjektive Entgegensetzung von Kommunismus und enthemmtem Kapitalismus gründe, und die Richtigkeit der eigenen Position lediglich aus der Falschheit der Ideen eines extremistischen Gegners, dem Kommunismus, ableite. Rands Weltanschauung führe z. B. zu Ideen wie:

„Um diesen Krieg zu gewinnen, brauchen wir einen fundamentalen Wechsel bei unseren moralischen Prioritäten. Der Aufstand hätte schon lange niedergeschlagen werden können und der Angriff von gestern verhütet werden können, wenn es nicht Amerikas altruistische Politik gäbe, die das Leben der irakischen Zivilisten über seine eigene Selbstverteidigung stellt.“

Dem ist entgegenzuhalten, dass sich Rand in ihren Werken immer gegen Gewalt zur Interessendurchsetzung ausgesprochen hat (siehe dazu die Aussage zur Gewalt im obigen Kapitel Ethik „Ein grundlegendes moralisches Laster ist jegliche Form der Initiierung von körperlicher Gewalt gegen andere Menschen“). Im angesprochenen Fall hätte sie sich (bezugnehmend auf ihre Aussagen zur Gewalt), grundsätzlich gegen den Irakkrieg ausgesprochen. Yaron Brook folgt hier nicht dem Objektivismus Rands.
In die Kritik gerieten das Ayn Rand Institute (ARI) und der Objektivismus immer wieder wegen der Betonung des Egoismus, u. a. nachdem ein Sprecher des ARI gefordert hatte, dass keine staatlichen Gelder an die Opfer der Tsunami-Katastrophe in Südostasien 2004 verteilt werden sollten. Später veröffentlichte das ARI eine „Klarstellung“ zu dem Thema. In einer vollständig freien, „vollkommenen“ Gesellschaft, für das sich das ARI einsetze, hätte die Regierung nicht die Macht, die Bürger zu besteuern und ihren Reichtum für wohltätige Zwecke umzuverteilen, weder im Inland noch im Ausland. Eine kurzfristige Katastrophenhilfe an ausländische Opfer einer Naturkatastrophe sei aber noch eine der harmlosesten Arten von Rechtsverletzungen durch den Staat. Es sei daher unangemessen gewesen, die Katastrophenhilfe herauszugreifen und zu verurteilen. Obwohl es besser gewesen wäre, die Hilfsgelder für einen „legitimen“ Staatszweck einzusetzen, wie zum Beispiel für die Ausrüstung und die Bewaffnung der US-Truppen im Irak, gebe es doch Tausende staatlicher Aktionen, die für „unsere“ Rechte schädigender seien. Weit schlimmer wäre es zum Beispiel gewesen, wenn die Regierung das Geld in die Anti-Kartellabteilung des Justizministeriums gepumpt hätte, die direkt für die „Verfolgung“ erfolgreicher Geschäftsleute zuständig sei.

### Kritik von libertären Philosophen
Robert Nozick teilte viele libertäre Ansichten Rands, aber er hielt die Argumentation, mit welcher sie diese begründet, für unzureichend. Ihr radikaler Individualismus beziehungsweise ihr Ausgangsgedanke der individualistischen Selbstbezogenheit rationalisiere unterschiedslos jede individuelle Wertepräferenz, zum Beispiel auch, wenn sich ein Individuum dazu entschließt zu sterben und bei dieser Gelegenheit möglichst viele andere Menschen sterben lassen möchte, und darüber hinaus jede weitere Sinn-, Wert- und Moralidee ablehnt. Rand dagegen sprach niemandem dieses Recht zu („you have no right to kill people“).

## Werke von Ayn Rand
- [fiktionales Frühwerk] The Fountainhead (1943; deutsch: Der ewige Quell)
- [fiktionales Hauptwerk] Atlas Shrugged (1957; deutsche Titel: Atlas wirft die Welt ab, Wer ist John Galt?, Der Streik)
- [Auszüge] For the New Intellectual (1961)
- [Ethik] The Virtue of Selfishness (mit Nathaniel Branden; 1964)
- [Politik] Capitalism: The Unknown Ideal (mit Nathaniel Branden, Alan Greenspan und Robert Hessen; 1966)
- [Epistemologie] Introduction to Objectivist Epistemology (1967)
- [Ästhetik] The Romantic Manifesto (1969)
- [Politik] Return of the Primitive: The Anti-Industrial Revolution (1971)
- [Einführung] Philosophy: Who Needs It (1982)